# 마노칼차티
마노칼차티(이탈리아어: Manocalzati)는 이탈리아 캄파니아주 아벨리노도의 코무네다. 이 지역에서는 밤과 견과, 포도가 생산된다.

## 역사
이 지역의 거주 흔적은 8세기 청동기 시대에부터 존재했다.
마노칼차티는 산 바르바보토 가문의 영지였다. 도시는 좁은 길과 18-19세기에 정문으로 장식된 멋진 궁전과 같은 중세시대의 매력을 유지하고 있다. 18세기로부터 보존된 성 미카엘 성당(종탑은 16세기에 지어짐)과 성 안나 성당이 있다. 도시의 수호 성인은 복음사가 마르코다.